# Vibrante múltipla alveolar surda
A vibrante múltipla alveolar surda difere da vibrante múltipla alveolar expressa /r/ apenas pelas vibrações das cordas vocais. Ocorre em alguns idiomas, geralmente junto com a versão sonora, como um fonema semelhante ou um alofone. 
O *Sr do protoindo-europeu desenvolveu-se em um som escrito como ⟨ῥ⟩, com a letra para /r/ e o diacrítico para /h/, em grego antigo. Provavelmente era uma vibrante múltipla alveolar surda e tornou-se o alofone com inicial de palavra regular de /r/ no grego ático padrão que desapareceu no grego moderno. 
- PIE *srew-> Grego antigo ῥέω "fluxo", possivelmente [r̥é.ɔː]

## Características
- Sua maneira de articulação é a vibrante múltipla, o que significa que é produzida pelo direcionamento do ar sobre um articulador para que vibre.
- Seu ponto de articulação é dental, alveolar ou pós-alveolar, o que significa que se articula atrás dos dentes anteriores superiores, na crista alveolar ou atrás da crista alveolar. Na maioria das vezes, é apical, o que significa que é pronunciado com a ponta da língua.[1]
- Sua fonação é surda, o que significa que é produzida sem vibrações das cordas vocais. Em alguns idiomas, as cordas vocais estão ativamente separadas, por isso é sempre surda; em outras, as cordas são frouxas, de modo que pode acontecer a sonorização de sons adjacentes.[1]
- É uma consoante oral, o que significa que o ar só pode escapar pela boca.[1]
- É uma consoante central, o que significa que é produzida direcionando o fluxo de ar ao longo do centro da língua, em vez de para os lados.[1]
- O mecanismo da corrente de ar é pulmonar, o que significa que é articulado empurrando o ar apenas com os pulmões e o diafragma, como na maioria dos sons.[1]

## Ocorrência
| Língua         | Língua          | Palavra                | AFI                    | Significado  | Notas |
| -------------- | --------------- | ---------------------- | ---------------------- | ------------ | --- |
| Dharumbal      | Dharumbal       | barhi                  | [ˈbar̥i]                | Pedra        | Contrasta com /r/. |
| Estoniano      | Estoniano       | [ exemplo necessário ] |                        |              | Alofone do final de palavras de /r/ depois de /t, s, h/. |
| Islandês       | Islandês        | hrafn                  | [ˈr̥apn̥]                | Corvo        | Contrasta com /r/. Para alguns falantes pode ser um flepe surdo.                                                                                              |
| Lezgian        | Lezgian         | крчар/krčar            | [ˈkʰr̥t͡ʃar]             | Chifres      | Alofone de /r/ entre obstruentes surdos. |
| Limburguês     | Dialeto hasselt | geer                   | [ɣeːr̥]                 | Odor         | Possível alofone de final de palavra de /r/; pode ser uvular [ʀ̥] ao invés.                                                                                    |
| Moksha         | Moksha          | нархне/närhn'e         | [ˈnar̥nʲæ]              | Essas gramas | Contrasta com /r/: нарня [ˈnarnʲæ] "grama curta". Tem a contraparte palatalizada /r̥ʲ/: марьхне [ˈmar̥ʲnʲæ] "essas maçãs", mas марьня [ˈmarʲnʲæ] "maçã pequena" |
| Nivkhe         | Dialeto amur    | р̌ы/řy                  | [r̥ɨ]                   | Porta        | Contrasta com /r/. No dialeto de Sakhalin é tipicamente fricativizado ⟨r̝̊⟩.                                                                                    |
| Qiang do norte | Qiang do norte  | [ exemplo necessário ] | [ exemplo necessário ] |              | Contrasta com /r/. |
| Polonês        | Polonês         | krtań                  | [ˈkr̥täɲ̟]               | Laringe      | Alofone /r/ quando cercado por consoantes surdas, ou no final de palavras após consoantes surdas.                                                             |
| Ucraniano      | Ucraniano       | центр/centr            | [t̪͡s̪ɛn̪t̪r̥]               | Centro       | Alofone do final de palavras de /r/ depois de /t/. |
| Galês          | Galês           | Rhagfyr                | [ˈr̥aɡvɨr]              | Dezembro     | Contrasta com /r/. |
| Zapoteco       | Quiegolani      | rsil                   | [r̥sil]                 | Cedo         | Alofone de /r/. |

## Vibrante múltipla fricativa alveolar surda
A vibrante múltipla fricativa alveolar surda não é conhecida por ocorrer como um fonema em qualquer idioma, exceto possivelmente no dialeto de Sakhalin oriental de Nivkhe. Ocorre alofonicamente em tcheco. 

### Características
- Sua forma de articulação é a vibrante múltipla fricativa, o que significa que é uma fricativa não sibilante e uma vibrante múltipla pronunciada simultaneamente.[1]
- Seu ponto de articulação é laminal alveolar, o que significa que está articulado com a lâmina da língua na crista alveolar.[1]
- Sua fonação é surda, o que significa que é produzida sem vibrações das cordas vocais. Em alguns idiomas, as cordas vocais estão ativamente separadas, por isso é sempre surda; em outras, as cordas são frouxas, de modo que pode acontecer a sonorização de sons adjacentes.[1]
- É uma consoante oral, o que significa que o ar só pode escapar pela boca.[1]
- É uma consoante central, o que significa que é produzida direcionando o fluxo de ar ao longo do centro da língua, em vez de para os lados.[1]
- O mecanismo da corrente de ar é pulmonar, o que significa que é articulado empurrando o ar apenas com os pulmões e o diafragma, como na maioria dos sons.[1]

### Ocorrência
| Língua    | Língua                          | Palavra                | AFI        | Significado | Notas |
| --------- | ------------------------------- | ---------------------- | ---------- | ----------- | --- |
| Tcheco    | Tcheco                          | tři sta                | [ˈt̪r̝̊ɪs̪t̪ä]  | Trezentos   | Alofone de /r̝/ depois de consoantes surdas; pode ser uma fricativa “tapeada” no lugar. |
| Norueguês | Áres ao redor de Narvik         | norsk                  | [nɔr̝̊k]     | Norueguês   | Alofone da sequência /ɾs/ antes de consoantes surdas. |
| Norueguês | Alguns subdialetos de Trøndersk | norsk                  | [nɔr̝̊k]     | Norueguês   | Alofone da sequência /ɾs/ antes de consoantes surdas. |
| Nivkhe    | Sakhalin oriental               | р̌ы                     | [r̝̊ɨ]       | Porta       | Contrasta com /r/. No dialeto de amur, tipicamente realizado como ⟨r̥⟩. |
| Polonês   | Alguns dialetos                 | przyjść                | [ˈpr̝̊ɘjɕt͡ɕ] | Vir         | Alofone de /r̝/ depois de consoantes surdas para falantes que não se fundem com /ʐ/. Presente em áres desde Starogard Gdański a Malbork e o sul, oeste e noroeste deles, áreas de Lubawa a Olsztyn a Olecko a Działdowo, sul e leste de Wieleń, ao redor de Wołomin, sudeste de Ostrów Mazowiecka e oeste de Siedlce, de Brzeg a Opole e o norte deles, e aproximadamente de Racibórz a Nowy Targ. A maioria dos falantes, incluindo os de polonês padrão, pronunciam como /ʂ/, e os falantes que mantiveram a distinção (que são principalmente idosos) esporadicamente também fazem o mesmo. |
| Silesiano | Comuna de Istebna               | [ exemplo necessário ] |            |             | Alofone de /r̝/ depois de consoantes surdas. Pronunciada comumente como /ʂ/ na maioria dos dialetos da Polônia. |
| Silesiano | Jablunkov                       | [ exemplo necessário ] |            |             | Alofone de /r̝/ depois de consoantes surdas. Pronunciada comumente como /ʂ/ na maioria dos dialetos da Polônia. |
| Turco     | Turco                           | yer                    | ['jer̝̊]     | Terra       | Alofone de /r/, ocorre apenas no final de palavras. |